# Desa Karangkemiri (administrativ by i Indonesien, Jawa Tengah, lat -7,42, long 109,18)
Desa Karangkemiri är en administrativ by i Indonesien.   Den ligger i provinsen Jawa Tengah, i den västra delen av landet, 290 km sydost om huvudstaden Jakarta.